# Роберт Стеббінс
Роберт Сиріл Стеббінс (англ. Robert Cyril Stebbins; 31 березня 1915 — 23 вересня 2013) — американський герпетолог, ілюстратор. Відомий своїми посібниками та популярними книгами, а також польовими дослідженнями плазунів та амфібій. Його «Польовий посібник із західних рептилій і амфібій», вперше опублікований у 1966 році, досі використовується науковцями та студентами завдяки якості ілюстрацій і всебічності тексту. Він був професором зоології в Каліфорнійському університеті у Берклі понад 30 років, першим куратором відділу герпетології в Музеї зоології хребетних, отримав грант Ґуґґенгайма у 1949 році. Є автором понад 70 наукових статей. Відкрив кільцевого видоутворення у саламандри Ensatina, провів значні дослідження тім'яного ока рептилій. Він знімав наукові фільми про природу, підтримував наукову освіту в початкових класах. Організував рух, спрямований на збереження природи, наслідком якого стало прийняття Закону про захист пустелі в Каліфорнії (1994). Після виходу на пенсію він продовжував малювати, збирати польові нотатки, писати книги.

## Вшанування
На честь Роберта Стеббінса названі:
- саламандра Batrachoseps stebbinsi
- безнога ящірка Anniella stebbinsi
- амбістома Ambystoma tigrinum stebbinsi